# والی یونسکو
والی یونسکو (رومانیایی: Vali Ionescu؛ زادهٔ ۳۱ اوت ۱۹۶۰) ورزشکار پرش طول اهل رومانی بود.
وی در مسابقات کشوری و بین‌المللی در مجموع برندهٔ ۱ مدال طلا، ۱ مدال نقره، ۱ مدال برنز شده‌است.